# 利姆拉
利姆拉（Limla），是印度古吉拉特邦Surat县的一个城镇。总人口6622（2001年）。

## 人口
该地2001年总人口6622人，其中男性3690人，女性2932人；0—6岁人口727人，其中男396人，女331人；识字率75.32%，其中男性为79.38%，女性为70.23%。